# Bebelis divaricata
Bebelis divaricata är en skalbaggsart som först beskrevs av Fisher 1947.  Bebelis divaricata ingår i släktet Bebelis och familjen långhorningar.
Artens utbredningsområde är Costa Rica. Inga underarter finns listade.